# Alexander Biber
Alexander Biber (* 7. Mai 1984 in Troisdorf) ist ein deutscher Kommunalpolitiker (CDU) und seit dem 1. November 2020 Bürgermeister der Stadt Troisdorf.

## Leben
Biber machte sein Abitur  am Gymnasium Zum Altenforst, studierte anschließend Betriebswirtschaftslehre an der Universität zu Köln. Von 2006 bis 2009 absolvierte er das Studium zum Diplom-Verwaltungswirt an der Fachhochschule für öffentliche Verwaltung in Köln und anschließend bis 2012 berufsbegleitend ein Masterstudium im Bereich Europäisches Verwaltungsmanagement an der Hochschule des Bundes für öffentliche Verwaltung in Brühl.
Alexander Biber arbeitete zunächst in verschiedenen Funktionen bei der Stadtverwaltung in Hennef (Sieg), war Regierungsinspektor in einer Bundesoberbehörde in Bonn und ab 2018 Büroleiter der Landtagsabgeordneten Katharina Gebauer.
Er ist verheiratet, hat eine Tochter und lebt in Spich.

## Politik
Alexander Biber trat 2000 in die CDU und die Junge Union ein, war von 2001 bis 2009 Troisdorfer JU-Vorsitzender und ist seit 2015 Vorsitzender des CDU-Stadtverbandes. Er sitzt seit 2004 im Troisdorfer Stadtrat und war dort ab 2016 Fraktionsvorsitzender sowie Vorsitzender des Jugendhilfeausschusses.
Zur Kommunalwahl 2020 wurde Biber von seiner Partei als Kandidat für das Amt des Bürgermeisters nominiert. Bei der Wahl am 13. September erhielt er 42,2 % der Stimmen und zog in die Stichwahl gegen Frank Goossens (SPD) ein, der 30,4 % erhielt. Diese gewann er am 27. September mit 51,1 % und trat damit am 1. November die Nachfolge seines Parteikollegen Klaus-Werner Jablonski an, der nach 11 Jahren im Amt nicht wieder angetreten war.
Alexander Biber galt als treibende Kraft hinter einem Gemeinderatsbeschluss von 2023, der die Erweiterung der Munitionsfabrik Dynitec Sprengmittel in Troisdorf verhinderte. Kritiker, darunter Bundesverteidigungsminister Boris Pistorius (SPD) und die Vorsitzende des Verteidigungsausschusses des Bundestages, Marie-Agnes Strack-Zimmermann, warfen ihm vor, damit den Nachschub für die ukrainischen Truppen nach dem Russischen Überfall auf die Ukraine von 2022 in Gefahr zu bringen. Biber selbst beklagte mangelhafte Kommunikation und pochte auf kommunale Planungshoheit. Dennoch konnte Dynitec das Areal im November 2024 erwerben und dort seine Produktion ausbauen.
Ein Kommentar im Kölner Stadt-Anzeiger im Januar 2024 übte scharfe Kritik an Bürgermeister Alexander Biber, weil er einer Kundgebung gegen Rechtsextremismus fernblieb, an der zahlreiche Städtevertreter teilnahmen. Die Kritik richtete sich besonders gegen Bibers Begründung - unter anderem, er habe aufgrund von Karnevals-Terminpflichten absagen müssen - und dass seine Partei den Aufruf zur Teilnahme gar nicht unterzeichnet habe.
Im November 2024 bezeichnete Biber in einer Rede SPD und Grüne im Rahmen einer internen, aber öffentlichen Veranstaltung der CDU Troisdorf als „größere Gefahr für die Demokratie“ und bezog sich dabei auf die in Teilen verfassungswidrige Wahlrechtsreform der Ampel-Regierung. Für diese Aussage wurde Biber von SPD und Grünen scharf kritisiert, so sprach beispielsweise der Vorsitzende der SPD-Fraktion im Troisdorfer Stadtrat von „Trumpismus in Troisdorf“ und einem persönlichen Angriff. Auch sprach Biber z. B. von einer „Messer-Unkultur, die in den vergangenen Jahren mit der Masseneinwanderung aus fremden Kulturen bei uns Einzug gehalten“ habe und fiel durch die Nähe seiner Aussagen zu Aussagen der Alternative für Deutschland auf.
Im Juli 2025 berichteten mehrere regionale Medien (darunter die Kölnische Rundschau, der Kölner Express und Radio Bonn/Rhein-Sieg) über Vorwürfe gegen einen CDU-Kandidaten für den Stadtrat in Troisdorf. Auf Anfrage äußerten sich Biber, als Vorsitzender des CDU-Stadtverbands, und seine Stellvertreterin Katharina Gebauer nicht zu den Vorfällen.

## Beteiligungen
Biber ist seit dem 1. Juni 2017 Geschäftsführer der S+B Grundstücks- und Wohnungsbau GmbH (HRB 14497, AG Siegburg). 
Zudem ist er seit der Gründung am 12. Mai 2021 Gesellschafter der S+B Projekt UG (haftungsbeschränkt) (HRB 16556, AG Siegburg).